# Jazzanova
Jazzanova ist ein dem Nu Jazz zugerechnetes Berliner Discjockey- und Produzentenkollektiv, das sowohl durch Remixe als auch durch eigene Veröffentlichungen bekannt wurde. Es betreibt nebenher das Plattenlabel Sonar Kollektiv.

## Geschichte

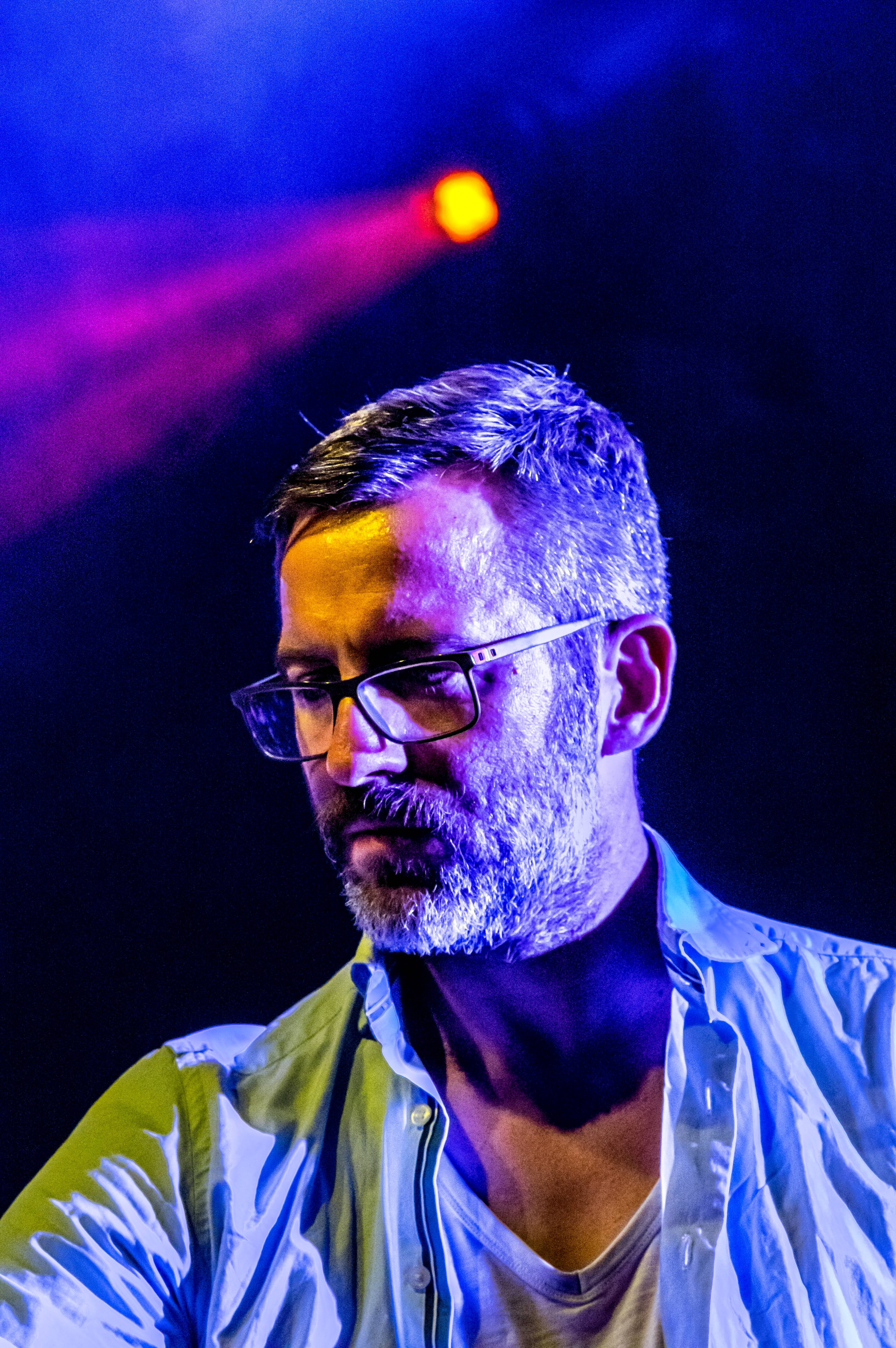
Alexander Barck auf dem ZMF 2015 in Freiburg

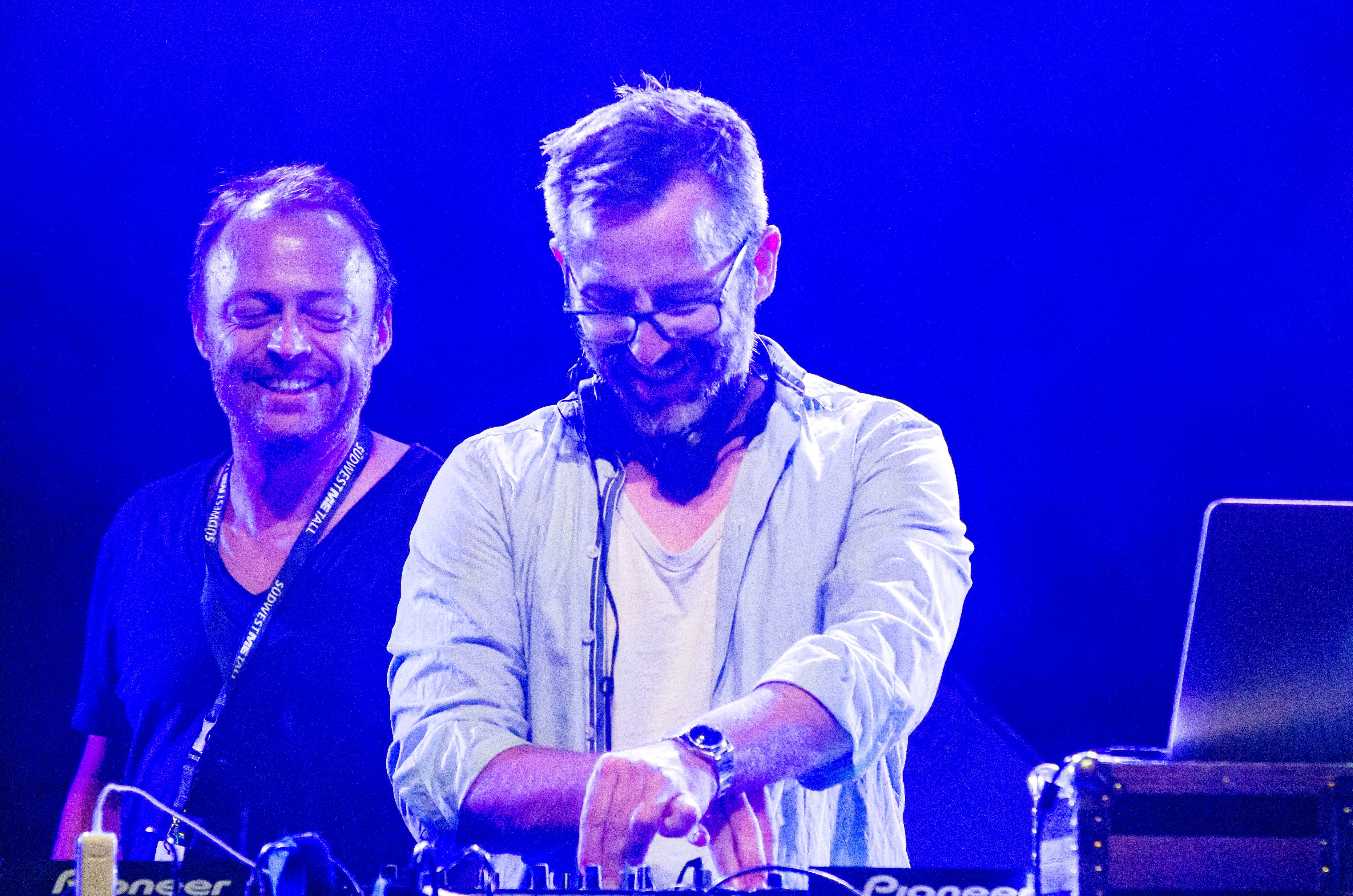
Alexander Barck und Rainer Trüby beim Root Down Special auf dem ZMF 2015 in Freiburg

Internationale Aufmerksamkeit erregten Jazzanova 1997 mit der Uptempo-Jazz-Brasil-Nummer „Fedime's Flight“. Drehscheibe für den Klangkosmos von Jazzanova ist der Club „Delicious Doughnuts“ in Berlin. Hier legten Mitte der 1990er Jahre Alexander Barck, Jürgen von Knoblauch und Claas Brieler ihren Mix aus Jazz, Latin und House auf. Als gestandene Großstadt-DJs wollten sie dem Trend, zu remixen und selbst zu veröffentlichen, nicht hinterherlaufen. Gemeinsam mit dem Hip-Hop-Produzenten Rosko Kretschmann (Kosma) fertigten sie erste eigene Tracks für die Delicious Doughnuts-Compilations.
Mit der zweiten Auflage des Club-Samplers beauftragte Kretschmann seine Freunde Axel Reinemer und Stefan Leisering, die zusammen unter den Pseudonymen „Extended Spirit“ und „Pathless“ veröffentlichten. Da die Erscheinung der gemeinsam produzierten Titel jedoch gefährdet war, gründeten die Discjockeys kurzerhand ein eigenes Label (Jazzanova Records) und integrierten die drei Produzenten in die Band und geben sich den Namen Jazzanova.
Durch die Verbindung zu Compost Label-Chef Michael Reinboth erreichte „Fedime's Flight“ die Aufmerksamkeit der angesagten europäischen Nu-Jazz-DJs. Es folgten internationale DJ-Jobs und Remixaufträge für Marshmellow, Visit Venus, Karma, UFO, 4hero und Ian Pooley. Diese wurden auf diversen Samplern und einer ersten EP veröffentlicht. Eigene Compilations und die Gründung des Sonar Kollektivs rundeten die Palette ab. Laut Claas benutzten Jazzanova damals als „Inspirationsquelle viele Jazzplatten, Brasilplatten, Latinoplatten, Boogie, Soul, Folk, Soundtracks und rocklastige, experimentelle Fusion-Titel aus den 70ern. Wir versuchen, das in Formate umzusetzen, die heute benutzt werden: House, Drum and Bass, Jungle, Trip-Hop, Nu Jazz, Hip Hop undsoweiter.“Quelle?
Nach dieser Gründungsphase vergingen mehrere Jahre, bis Jazzanova ihr offizielles Debütalbum In Between präsentierten. Ursprünglich für 2000 angekündigt, erschien es erst im Frühjahr 2002. Immer wieder von Remixaufträgen (Calexico, Rainer Trüby, MJ Cole, Liquid Lounge, Incognito, Eternal Sun, King Britt feat. Ursula Rucker, Koop, Roy Davis Junior) unterbrochen, erarbeiteten sie ein neues Profil: Weg vom Latin-Jazz, der zunächst ihr Markenzeichen war, „überzeugte“ In Between durch abwechslungsreiche Programmierung, die sich nicht mehr einem bestimmten Stil verpflichtete.
Nach zwei weiteren Remixalben beauftragte 2005 Blue Note das Jazzanova-Kollektiv mit der Aufgabe, die vierte Ausgabe der Label-Serie Blue Note Trip zu kompilieren und bei der Gelegenheit behutsam die Remix-Hand anzulegen. Das beinhaltet das Privileg, auf die Archive des Jazzlabels zugreifen zu können. Auf dem entstandenen Doppelalbum erhielten Rare-Groove-Klassiker und latinophile Fundstücke ein zeitgemäßes Klangkostüm.
Einen Überblick gibt auch die Zusammenstellung The Remixes 2002–2005. Dort enthalten sind u. a. Masters at Work, Eddie Gale, Marcos Valle, Calexico und Free Design. Für Scrambled/Mashed, ihren zweiten Beitrag zu der Blue Note Trip-Reihe, wählten Jazzanova 2006 Stücke von Jazzgrößen wie Horace Silver, Grant Green, Gary Bartz und Andrew Hill und kombinierten sie mit zeitgenössischeren Klängen von Raul Midón, David Bowie & Pat Metheny, Madlib sowie Medeski, Martin & Wood.
2008 veröffentlichte Jazzanova ihr Album Of All the Things auf Verve Music. Die Sample-basierte Produktionsweise wurde deutlich verändert zu Gunsten von gleichzeitigen Einspielungen mit Musikern. Dabei wurden Gastmusiker wie Leon Ware, Paul Randolph, Phonte, Dwele, Bembe Segue oder Thief präsentiert. Im Jahr 2009 ging die Band mit Sänger Paul Randolph aus Detroit auf Tour. Dabei kam es zu Auftritten auf dem Melt, North Sea Jazz Festival, Electric Picnic, Flow Festival und Dour Festival. Instrumentalisten in der Live-Band von Jazzanova sind u. a. Sebastian Studnitzky, Arne Jansen, Kalle Kalima, Sebastian Borkowski, Thomas Pfirmann, Stefan Ulrich, Paul Kleber und Christoph Adams.
Seit Anfang 2009 moderiert Alexander Barck zusammen mit Matthias Hellwig am Sonnabend von 21 Uhr bis 23 Uhr bei Radio Eins die Sendung Kaleidoskop, die sich mit dem Musikgenre von Jazzanova befasst. Barck war bis zur Umstrukturierung des Senders jeden Montag von 0 bis 2 Uhr auf Funkhaus Europa mit der Jazzanova Radio Show zu hören.
Am 29. Juni 2018 ist mit The Pool das erste Jazzanova-Studioalbum seit 10 Jahren erschienen. Als Gäste sind unter anderem der Jazz-Pop-Künstler Jamie Cullum, der Rapper Oddisee und der Soul-Sänger Pete Yosef vertreten. Es war Album der Woche beim Radiosender ByteFM.

## Diskografie
Alben
- In Between (Jazzanova Compost Records, JCR 025, 2002)
- Belle et Fou – Original Score (Sonar Kollektiv, SK 111, 2007), Musik zu einem Ballett von Hans-Peter Wodarz und Arthur Castro
- Of All the Things (Verve/Universal, 2008)
- Jazzanova with Band and Paul Randolph – Funkhaus Studio Sessions (SK 237, 2012)
- The Pool (Sonar Kollektiv, 2018)

DJ-Mixe und Remix-Kompilationen
- Circles (Nippon Phonogram/Brownswood, 1998)
- The Remixes 1997–2000 (JCR 013, 2000)
- The Single Collection 1997–2000 (SMEJ Associated Records/Sony, 2000)
- Jazzanova Remixed (JCR 040, 2003)
- Jazzanova / Dixon – Sonar Kollektiv (Fenomeno, 2003), nur erste von 2 CD
- ...Mixing (SK 033, 2004)
- The Remixes 2002–2005 (SK 077, 2005)
- Blue Note Trip – Lookin' Back / Movin' On (Blue Note, 2005)
- ...Broad Casting (SK 092, 2006)
- Jazzanova & Dirk Rumpff – ...Broad Casting from OFFtrack Radio (SK 144, 2007)
- Gilles Peterson & Jazzanova – The Kings of Jazz (Rapster/BBE, 2006), nur CD 2, „The Present“
- Jazzanova / Mr. Scruff – Southport Weekender Volume 7 (SuSU/Concept Music, 2008)
- Coming Home (Stereo Deluxe, 2011)
- Upside Down (SK 232, 2011)
- The Remixes 2006–2016 (SK 330, 2017)

Sowie über 20 Singles und EPs